# Philonthus
Philonthus is een geslacht van kevers uit de familie van de kortschildkevers (Staphylinidae).

## Soorten
- Philonthus aberrans Cameron, 1932 g
- Philonthus acromyrmecis Scheerpeltz, 1976 g
- Philonthus aculeatus Coiffait, 1963 g
- Philonthus addendus Sharp, 1867 g
- Philonthus aeneipennis Boheman g
- Philonthus aequalis Horn, 1884 g
- Philonthus aerosus Kiesenwetter, 1851 g
- Philonthus alberti Schillhammer, 2000 g
- Philonthus albipes (Gravenhorst, 1802) g
- Philonthus alcyoneus Erichson, 1840 g
- Philonthus alpinus Eppelsheim, 1875 g
- Philonthus alterius Cameron, 1951 g
- Philonthus amnicola Gistel, 1857 g
- Philonthus analis Erichson, 1840 g
- Philonthus anguinus Fauvel, 1874 g
- Philonthus antipodum Fauvel, 1877 g
- Philonthus aprilinus Gistel, 1857 g
- Philonthus archangelicus Poppius, 1908 g
- Philonthus argus Herman g
- Philonthus asper Horn, 1884 g b
- Philonthus assimilis Nordmann, 1837 g
- Philonthus atratoides Coiffait, 1963 g
- Philonthus atratus (Gravenhorst, 1802) g
- Philonthus aurulentus Horn, 1884 g b
- Philonthus australis Cameron, 1943 g
- Philonthus bicolor Fauvel, 1903 g
- Philonthus bicoloristylus Chani-Posse g
- Philonthus biskrensis Fagel, 1957 g
- Philonthus blossius Smetana, 1995 g
- Philonthus bonariensis Bernhauer, 1909 g
- Philonthus boreas Smetana, 1995 g b
- Philonthus brachypterus Solsky, 1872 g
- Philonthus bruchianus Chani-Posse g
- Philonthus busiris Smetana, 1995 g
- Philonthus caeruleipennis  g b
- Philonthus caerulescens (Lacordaire, 1835) g
- Philonthus carbonarius (Gravenhorst, 1802) g
- Philonthus caucasicus Nordmann, 1837 g b
- Philonthus caurinus Horn, 1884 g
- Philonthus cautus  b
- Philonthus cerambus Smetana, 1995 g
- Philonthus chalceus Stephens, 1832 g
- Philonthus chopardi Cameron, 1950 g
- Philonthus cochleatus Scheerpeltz, 1937 g
- Philonthus coenicola Gistel, 1857 g
- Philonthus cognatus Stephens, 1832 g b
- Philonthus confinis Strand, 1941 g
- Philonthus coprophilus Jarrige, 1949 g
- Philonthus coracion Peyerimhoff, 1902 g
- Philonthus corruscus (Gravenhorst, 1802) g
- Philonthus corvinus Erichson, 1839 g
- Philonthus couleensis Hatch, 1957 g b
- Philonthus crassicornis Fauvel, 1895 g
- Philonthus cribriventris Bernhauer, 1912 g
- Philonthus crotchi Horn, 1884 g
- Philonthus cruentatus (Gmelin, 1790) g b
- Philonthus cunctans Horn, 1884 g
- Philonthus cunicularius Gistel, 1857 g
- Philonthus cyanipennis (Fabricius, 1793) g
- Philonthus davus Smetana, 1995 g
- Philonthus debilis (Gravenhorst, 1802) g b
- Philonthus decorus (Gravenhorst, 1802) g
- Philonthus delicatulus Boheman, 1858 g
- Philonthus derennei Drugmand, 1987 g
- Philonthus dilutipes Fauvel, 1898 g
- Philonthus dimidiatipennis Erichson, 1840 g
- Philonthus discoideus (Gravenhorst, 1802) i c g
- Philonthus distans Horn, 1884 g
- Philonthus duplicatus Bernhauer & Schubert, 1914 g
- Philonthus ebeninus (Gravenhorst, 1802) g
- Philonthus ephippium Nordmann, 1837 g
- Philonthus eremus Gistel, 1857 g
- Philonthus erraticus Nordmann, 1837 g
- Philonthus eustilbus Kraat, 1859 g
- Philonthus explorator Cameron, 1932 g
- Philonthus fauvelianus Bernhauer g
- Philonthus fenestratus Fauvel, 1872 g
- Philonthus ferreipennis Horn, 1884 g
- Philonthus figulus Erichson, 1840 g
- Philonthus flavibasis Casey, 1915 g
- Philonthus flavipes Kraatz, 1859 g
- Philonthus flavocinctus Motschulsky, 1858 g
- Philonthus flavolimbatus Erichson, 1840 g
- Philonthus flumineus Casey, 1915 g b
- Philonthus foetidus Cameron, 1932 g
- Philonthus formosae Bernhauer g
- Philonthus frigidus Märkel & Kiesenwetter, 1848 g
- Philonthus fulcinius Smetana, 1995 g
- Philonthus fumarius (Gravenhorst, 1806) g
- Philonthus furcifer Renkonen, 1937 g
- Philonthus furvus Nordmann, 1837 g
- Philonthus fusiformis Melsheimer, 1844 g
- Philonthus gagates Mulsant & Rey, 1876 g
- Philonthus gaudens Tottenham, 1939 g
- Philonthus gemellus Kraatz, 1859 g
- Philonthus gopheri Hubbard, 1894 b  (gopher tortoise rove beetle)
- Philonthus gracilior Casey, 1915 g
- Philonthus grandicollis Horn, 1884 g
- Philonthus gratus Cameron, 1943 g
- Philonthus gyllenhali Gistel, 1857 g
- Philonthus haddeni Bierig, 1932 i c g
- Philonthus haemorrhoidalis MacLeay, 1873 g
- Philonthus heinlii Gistel, 1857 g
- Philonthus hepaticus Er. i c g b
- Philonthus heterodoxus Mulsant & Rey, 1876 g
- Philonthus hudsonicus Horn, 1884 g
- Philonthus humilis Erichson, 1840 g
- Philonthus hybridus Cameron, 1930 g
- Philonthus hyperboreus  g
- Philonthus intermedius (Lacordaire, 1835) g
- Philonthus janus Smetana, 1995 g
- Philonthus japonicus Sharp, 1874 g
- Philonthus jurecekianus Bohac & Hromadka, 1980 g
- Philonthus jurgans Tottenham, 1937 g
- Philonthus juvenilis Peyron, 1858 g
- Philonthus kaszabi Smetana, 1967 g
- Philonthus kiyoyamai Hayashi, 1993b g
- Philonthus laetus Heer, 1839 g
- Philonthus laevicollis (Lacordaire, 1835) g
- Philonthus laminatus (Creutzer, 1799) g
- Philonthus lecontei Horn, 1884 g
- Philonthus lederi Eppelsheim, 1893 g
- Philonthus leechensis Hatch, 1957 g
- Philonthus lepidus (Gravenhorst, 1802) g
- Philonthus lewisius Sharp, 1974 g
- Philonthus lindbergi Scheerpeltz, 1958 g
- Philonthus lindrothi Smetana, 1965 g
- Philonthus linki Solsky, 1866 g
- Philonthus littorinus Gistel, 1857 g
- Philonthus lomatus Erichson, 1840 g b
- Philonthus longicornis Stephens, 1832 i c g
- Philonthus luxurians Erichson, 1840 g
- Philonthus madurensis Bernhauer g
- Philonthus maindroni Fauvel, 1903 g
- Philonthus mannerheimi Fauvel, 1868 g
- Philonthus marcidus Wollaston, 1864 g
- Philonthus mareki Coiffait, 1967 g
- Philonthus merops Smetana, 1963 g
- Philonthus micans (Gravenhorst, 1802) g
- Philonthus micantoides Benick & Lohse, 1956 g
- Philonthus mimus Smetana, 1959 g
- Philonthus minutus Boheman g
- Philonthus moldavicus Wendeler, 1924 g
- Philonthus monaeses Smetana, 1995 g b
- Philonthus montanus Bernhauer, 1934 g
- Philonthus montivagus Heer, 1839 g
- Philonthus morosus Casey, 1915 g
- Philonthus nemorosus Gistel, 1857 g
- Philonthus neonatus Smetana, 1965 g
- Philonthus nigriceps Eppelsheim, 1885 g
- Philonthus nigrita (Gravenhorst, 1806) g
- Philonthus nimbicola Fauvel, 1874 g
- Philonthus nitidicollis (Lacordaire, 1835) g
- Philonthus nitidus (Fabricius, 1787) g
- Philonthus notabilis Kraatz g
- Philonthus nudus Sharp, 1874 g
- Philonthus oblitus Jarrige, 1951 g
- Philonthus obscurus Gravenhorst, 1802 g
- Philonthus occidentalis Horn, 1884 g
- Philonthus olfactorius Gistel, 1857 g
- Philonthus onthomanes Gistel, 1857 g
- Philonthus opacipennis Notman, 1919 g
- Philonthus paederoides (Motschulsky, 1858) g
- Philonthus paganettii Linke, 1915 g
- Philonthus palliatus (Gravenhorst, 1806) g b
- Philonthus pallipes Blanchard, 1842 g
- Philonthus palustris C.Brisout de Barneville, 1860 g
- Philonthus parvicornis (Gravenhorst, 1802) g
- Philonthus peliomerus Kraatz, 1859 g
- Philonthus peregrinus Fauvel, 1866 g
- Philonthus perversus Horn, 1884 g
- Philonthus pettiti Horn, 1884 g
- Philonthus picipennis Heer, 1839 g
- Philonthus picnocara Gistel, 1857 g
- Philonthus politus (Linnaeus, 1758) g b
- Philonthus pollens Marquez & Asiain, 2010 g
- Philonthus productus Kraatz, 1859 g
- Philonthus prolatus Sharp, 1874 i c g
- Philonthus propinquus Sharp, 1876 g
- Philonthus pseudolodes Smetana, 1996 g
- Philonthus pseudolus Smetana, 1995 g
- Philonthus pseudovarians Strand, 1941 g
- Philonthus puberulus Horn, 1884 g
- Philonthus pubes Horn, 1884 g
- Philonthus punctatellus Heer, 1839 g
- Philonthus puncticollis Stephens, 1832 g
- Philonthus punctus (Gravenhorst, 1802) g
- Philonthus putridarius Gistel, 1857 g
- Philonthus pyrenaeus Kiesenwetter, 1850 g
- Philonthus quadraticeps Boheman, 1858 g
- Philonthus quadricollis Horn, 1884 g b
- Philonthus quadrulus Horn, 1884 g
- Philonthus quisquiliarius (Gyllenhal, 1810) g
- Philonthus rectangulus Sharp, 1874 g b
- Philonthus retangulus Sharp, 1874 i c g
- Philonthus rivularis Kiesenwetter, 1858 g
- Philonthus rotundicollis (Ménétriés, 1832) g
- Philonthus rubripennis Stephens, 1832 g
- Philonthus rufimanus Erichson, 1840 g
- Philonthus rufipes (Stephens, 1832) g
- Philonthus rufulus Horn, 1884 g b
- Philonthus salinus Kiesenwetter, 1844 g
- Philonthus sanguinolentus (Gravenhorst, 1802) g
- Philonthus scansor Gistel, 1857 g
- Philonthus schwarzi Horn, 1884 g
- Philonthus scybalarius Nordmann, 1837 i c g
- Philonthus semiruber Horn, 1884 g
- Philonthus sericans (Gravenhorst, 1802) g b
- Philonthus sericeus Stephens, 1832 g
- Philonthus sericinus Horn, 1884 g b
- Philonthus sessor Smetana, 1965 g
- Philonthus siculus Gridelli, 1923 g
- Philonthus simpliciventris Bernhauer, 1933 g
- Philonthus smetanai Schillhammer, 2003 g
- Philonthus sospitalis Gistel, 1857 g
- Philonthus speculum Lokay, 1919 g
- Philonthus sphagnorum Smetana, 1995 g
- Philonthus spiniformis Hatch, 1957 g
- Philonthus spinipes Sharp, 1874 g
- Philonthus stictus Hausen, 1891 g
- Philonthus stragulatus Erichson, 1840 g
- Philonthus suavis Brisout de Barneville, 1867 g
- Philonthus suavus Brisout de Barneville, 1867 g
- Philonthus subnivalis Gistel, 1857 g
- Philonthus subvirescens C.G.Thomson, 1884 g
- Philonthus succicola Thomson, 1860 g
- Philonthus tahitiensis Coiffait, 1977 g
- Philonthus taiwanensis Shibata, 1993 g
- Philonthus tardus Kraatz g
- Philonthus temporalis Mulsant & Rey, 1853 g
- Philonthus tenuicornis Mulsant & Rey, 1853 g
- Philonthus tillius Smetana, 1995 g
- Philonthus triangulum Horn, 1884 g b
- Philonthus tumulinus Tottenham, 1955 g
- Philonthus turbatus Erichson, 1840 g
- Philonthus turbidus Erichson, 1839 i c g
- Philonthus turbo Smetana, 1995 g
- Philonthus umbratilis (Gravenhorst, 1802) g
- Philonthus umbrinoides Smetana, 1995 g
- Philonthus umbrinus (Gravenhorst, 1802) g
- Philonthus validus Casey, 1915 g
- Philonthus varians (Paykull, 1789) g
- Philonthus varro Smetana, 1995 g
- Philonthus ventralis Grav. i c g
- Philonthus vesubiensis Coiffait, 1967 g
- Philonthus viduus Erichson, 1840 g
- Philonthus virgo (Gravenhorst, 1802) g
- Philonthus viridipennis Fauvel, 1875 g
- Philonthus vulgatus Casey, 1915 g b
- Philonthus wollastoni Scheerpeltz, 1933 g
- Philonthus zhuk Gusarov, 1995 g